# Leptotarsus aspropodus
Leptotarsus aspropodus är en tvåvingeart som först beskrevs av Alexander 1957.  Leptotarsus aspropodus ingår i släktet Leptotarsus och familjen storharkrankar. Inga underarter finns listade i Catalogue of Life.